# Пэйн, Тим
Ти́моти Джон Пэйн (англ. Timothy John Payne; 10 января 1994, Окленд) — новозеландский футболист, полузащитник клуба «Веллингтон Феникс» и сборной Новой Зеландии.

## Клубная карьера
Пэйн родился в Окленде, учился в колледже Сакред Харт и начал свою карьеру с клубом чемпионата Новой Зеландии, «Окленд Сити». Проведя за клуб лишь одну игру, он перешёл в «Уайтакере Юнайтед». Пэйн сыграл важную роль в успехе «Уайтакере» в молодёжной лиге 2011 года.
После впечатляющей игры на чемпионате мира среди юношей 2011 Пэйн отправился на просмотр в английский клуб «Блэкберн Роверс», а затем в течение нескольких месяцев тренировался с клубом. В январе 2012 года через несколько дней после празднования своего 18-летия Пэйн подписал контракт с «Роверс» на два с половиной года.
В июле 2019 года Пэйн подписал годичный контракт с «Веллингтон Феникс» из A-лиги. 3 января 2020 года было объявлено, что Пэйн продлил контракт с «Феникс» на два года.

## Международная карьера
Пэйн представлял Новую Зеландию, начиная с юношеского уровня. Он сыграл во всех четырёх матчах на юношеском чемпионате мира 2011 в Мексике. Команда вышла с третьего места в группе, имея по одной победе, ничье и поражению: в матчах с Узбекистаном, США и Чехией соответственно. В 1/8 финала Новая Зеландия была разгромлена Японией со счётом 6:0.
В мае 2012 года Пэйн вместе с Кэмероном Хоуисоном получил вызов в основную сборную от тренера Рики Херберта. Пэйн дебютировал за сборную в матче с Гондурасом 26 мая 2012 года, он вышел на замену вместо Лео Бертоса на последние 15 минут матча, его сборная выиграла с минимальным счётом. Впоследствии он выходил на замену в Кубке наций ОФК 2012 года. Пейн был взят в сборную Новой Зеландии на Олимпиаду 2012 года.

## Личная жизнь
10 июня Пэйн признал свою вину в вождении в нетрезвом виде. Ночью он ехал без футболки на гольф-карте по Сиднею, когда команда должна была находиться на самоизоляции. Впоследствии суд обязал его выплатить штраф в размере 700 австралийских долларов.